# Intermezzo concertante
Intermezzo concertante voor tuba en orkest is een compositie van Vagn Holmboe.
Holmboe schreef drie werken waarbij de tuba als solo-instrument naar voren wordt geschoven. Zijn meest gangbare is zijn Tubaconcert, maar er is ook een Sonate voor tuba en piano en dit Intermezzo concertante, een variant van de Sinfonia concertante. Holmboe schreef het voor tubaist Michael Lind van het Koninklijk Filharmonisch Orkest van Stockholm. Lind gaf dan ook de première van dit korte werkje voor tuba en strijkinstrumenten en wel op 11 oktober 1988. Hij werd begeleid door het stadsorkest van Espoo (Finland) onder leiding van Ari Rasilainen. Het kent een driedelige opzet in de indeling snel-langzaam-snel hier vertaald in Animato-Andante-Allegro con brio. Het werk kent een abrupt eind. 